# Rivière de l'Anse à la Barbe
Pour les articles homonymes, voir Barbe (homonymie).
La Rivière de l’Anse à la Barbe coule dans la municipalité de Port-Daniel-Gascons (secteur "Sainte-Germaine-de-L'Anse-Aux-Gascons"), dans la municipalité régionale de comté (MRC) Bonaventure et Le Rocher-Percé, dans la région administrative de la Gaspésie-Îles-de-la-Madeleine, au Québec, au Canada.
La "Rivière de l’Anse à la Barbe" est un affluent de l'Anse à la Barbe, laquelle est située sur la rive Nord de la Baie-des-Chaleurs ; cette dernière s'ouvre vers l'Est sur le golfe du Saint-Laurent.

## Géographie
La "Rivière de l’Anse à la Barbe" prend sa source au "Lac Mécampec" (longueur : 1,2 km ; altitude : 209 m) situé dans la partie Nord-Est de la municipalité de Port-Daniel–Gascons (secteur "Sainte-Germaine-de-l'Anse-aux-Gascons"), dans la Réserve faunique de Port-Daniel.
Ce lac draine le versant Est de la ligne de départage des eaux dont le lac Pabos occupe le versant Nord et le lac Girard (dont la décharge se déverse dans la rivière de l'Anse à la Barbe) occupe le versant Sud. Cette source de la rivière est située à :
- 0,2 km au Sud-Ouest de la limite de la ville de Chandler (secteur "Newport") ;
- 2,1 km au Nord de la limite de la ville de Port-Daniel-Gascons (secteur "Sainte-Germaine-de-l'Anse-Aux-Gascons") ;
- 14,9 km à l'Ouest du pont ferroviaire du Canadien National qui enjambe la "Rivière de l’Anse à la Barbe" tout près de sa confluence.

À partir du lac de tête, la "rivière de l’Anse à la Barbe" coule sur 15,3 km vers l'Est, surtout en milieu forestier et montagneux, répartis selon les segments suivants :
- 1,0 km vers le Sud, puis vers l'Est, jusqu'à la confluence de la décharge du Lac Girard (venant du Nord) ;
- 1,5 km vers le Sud-Est, jusqu'à l'ancienne limite entre les ex-municipalités de "Paroisse de Sainte-Germaine-de-l'Anse-Aux-Gascons" et "Sainte-Germaine-de-l'Anse-Aux-Gascons" ;
- 4,1 km vers le Sud-Est, jusqu'à la décharge du Lac à Roche (venant du Nord-Est) ;
- 2,5 km vers l'Ouest, puis vers le Sud, jusqu'à la décharge du Lac Alain et "Lac à Berger" (venant de l'Ouest) ;
- 2,3 km vers le Sud-Ouest, jusqu'à la limite Ouest du secteur "Sainte-Germaine-de-L'Anse-Aux-Gascons" ;
- 0,7 vers le Sud, puis vers l'Est, dans le secteur "Port-Daniel", jusqu'à la limite Ouest du secteur "Sainte-Germaine-de-L'Anse-Aux-Gascons" ;
- 1,0 km vers le Sud-Est, jusqu'à la décharge du Lac Vignet (venant de l'Ouest) ;
- 1,0 km vers le Sud-Est, jusqu'à la route 132 ;
- 1,0 km vers le Sud-Est, jusqu'au pont ferroviaire du Canadien National ;
- 0,2 km vers le Sud, jusqu'à la confluence de la rivière[2].

La "Rivière de l’Anse à la Barbe" se déverse sur la rive Nord de l'Anse à la Barbe. Cette anse est délimite du côté Est par "Le Gros Morne" qui s'avance vers le Sud dans la Baie-des-Chaleurs.
Cette confluence de la rivière est située :
- du côté Ouest du centre du village de "Sainte-Germaine-de-l'Anse-aux-Gascons" ;
- à 5,0 km à l'Est du pont ferroviaire du Canadien National enjambant l'embouchure du "Le Barachois" où se déverse la rivière Port-Daniel.

## Toponymie
Le toponyme "rivière de l’Anse à la Barbe" a été officialisé le 5 décembre 1968 à la Commission de toponymie du Québec.